# Síndrome de Fitzsimmons-Guilbert
El síndrome de Fitzsimmons-Guilbert, también denominado síndrome de Fitzsimmons o síndrome de Fitzsimmons-McLachlan-Gilbert, es una rara enfermedad genética cuya etiología ya se encuentra definida. Se caracteriza por la presencia de una parálisis espástica progresiva, cierto grado de déficit intelectual y otras alteraciones neurológicas como disartria, además de alteraciones diversas a nivel osteoarticular.

## Historia
La primera descripción del síndrome, realizada en 1987 por Fitzsimmons y Guilbert, fue de dos gemelos univitelinos de 20 años de edad. Posteriormente, Hennekam sugeriría el apellido de Fitzsimmons como epónimo para la recién descrita enfermedad a propósito de la publicación de un tercer caso. En 1999 se reportaron dos casos de gemelas y en 2009 el de un joven de 16 años.

## Epidemiología
La prevalencia es menor a un caso por cada millón de habitantes. Hasta la actualidad únicamente se han reportado 6 casos.

## Etiología
En 2016 con la secuenciación del exoma de los dos pacientes descritos originalmente en 1987 y el último paciente reportado en la literatura biomédica se concluyó que el síndrome no es resultado de una única mutación genética. Se identificó a los genes SACS, responsable de la ataxia espástica de Charlevoix-Saguenay, TRPS1, causa del síndrome tricorrinofalángico tipo I, y TBL1XR1 como posibles causas. Probablemente no se trata de un trastorno autosómico dominante debido a que los hijos de uno de los pacientes no fueron afectados.

## Cuadro clínico
Las principales manifestaciones son parálisis espástica progresiva, estatura baja,pie cavo, epífisis en forma de cono, deformidad en manos, braquidactilia, tórax en embudo. Además se puede presentar déficit intelectual y disartria.

## Diagnóstico
El diagnóstico se realiza comúnmente de acuerdo a la descripción original.

## Tratamiento
No existe un tratamiento específico. 